# Analog synthesizer
En analog synthesizer är ett elektroniskt musikinstrument där de ljudgenererande kretsarna byggs med främst analoga komponenter som resistorer, kondensatorer, transistorer, dioder och integrerade operationsförstärkare. Även digitala integrerade kretsar och mikroprocessorer kan användas för att kontrollera sådant som klaviatur, reglage, teckenfönster, och elektroniska gränssnitt. Är de däremot inblandade i själva ljudgenereringen hamnar vi i någon av kategorierna nedan. Exempel på helanaloga synthesizers är Moog Music MiniMoog och PAiA FatMan.
Ljudkällan är en eller flera oscillatorer som sedan modifieras med modulatorer och filter. Tonhöjden kontrolleras via CV (Control Voltage). 
De analoga syntarna har från mitten av 1980-talet och framåt börjat användas som referens då syntar mer och mer byggts med digitalteknik. På den tiden då alla syntar var analoga användes förstås inte ordet. En analogsynts ljud brukar kännetecknas av att de inte är lika kalla och perfekta som digitalsyntens, men de har istället högre bakgrundsbrus. Då en analogsynt alltid måste stämmas är det inte säkert att synten följer halvtonsintervallen lika exakt som en digitalsynt.
Kända analogsyntar i urval: 
- Alesis Andromeda A6
- ARP Odyssey
- ARP 2600
- KORG MS-20
- Minimoog
- Oberheim OB8
- Roland Juno-60
- Roland Jupiter-8
- Roland System 100M
- Roland TB-303
- Sequential Circuits Prophet 5

Nytillverkade analogsyntar i urval:
- Doepfer A100
- Technosaurus
- Analog Systems
- Macbeth Studio Systems

## Virtuella analogsyntar
Med tiden har det blivit vanligare med synthesizers som bygger på digital teknik (DSP) men försöker emulera analoga syntars egenskaper.  Tillverkarna försöker ofta marknadsföra dessa som analoga men en mer korrekt benämning är analogemulerande, eller virtuellt analoga synthesizers. Dessa så kallade VA synthesizers har funnits sedan början av 1990-talet och blir ständigt bättre och bättre. Men musiker kan ofta fortfarande höra och känna skillnaden mellan äkta och virtuella analogsynthar beroende på att en analog krets har imperfektioner som är svåra eller ej önskvärda att återskapa i en digital emulering av den. Ett enkelt sådant exempel är att en riktig analogsynt kan bli ostämd precis som en gitarr. Rent fysiska skillnader i hur synten och dess reglage känns och hanteras kan spela roll när folk fattar tycke för endera sorten. Riktiga analogsyntar ligger oftast mycket högre i prisnivå då de numera tillverkas i förhållandevis få exemplar.
Nytillverkade VA syntar i urval:
- Korg MS2000
- Clavia Nord Lead
- Alesis ION
- Roland SH-201